# Mamma (single)
Mamma is een single van de Nederlandse zanger André Hazes uit 1977. Het stond in 1977 als eerste track op het album Zo is het leven en in 1998 als eerste track op het compilatiealbum Mamma.

## Achtergrond
Mamma is geschreven door André Hazes, Tonnie Leroy en Johnny Austerlitz en geproduceerd door Job Maarse. Het volgde op de hitsingle Eenzame kerst, maar het kon het succes van dat lied niet evenaren. Het lied, dat een ode is aan zijn moeder, kwam tot de vijftiende plaats van de Nederlandse Top 40 en de zeventiende positie van de Nationale Hitparade. Na Mamma bracht Hazes nog een single uit bij Philips (De vlieger), waarna het drie jaar lang stil was rondom hem. 